# دمیتری پلیاروش
دمیتری پلیاروش (به انگلیسی: Dmitri Poliaroush) ژیمناست زادهٔ ۲۰ سپتامبر ۱۹۷۰ میلادی اهل کشور بلاروس است.